# Marcelo Sánchez Sorondo
Marcelo Sánchez Sorondo (ur. 8 września 1942 w Buenos Aires) – argentyński duchowny katolicki, biskup, kanclerz Papieskiej Akademii Nauk.

## Życiorys
7 grudnia 1968 otrzymał święcenia kapłańskie i został inkardynowany do archidiecezji Buenos Aires. Niedługo później wyjechał do Rzymu i rozpoczął doktoranckie studia teologiczne na Angelicum, uwieńczone oceną summa cum laude w 1974. Trzy lata później ukończył studia filozoficzne na uniwersytecie w Perugii.
W 1976 rozpoczął wykłady z historii filozofii na Papieskim Uniwersytecie Laterańskim. W latach 1987–1996 był dziekanem Wydziału Filozoficznego na tejże uczelni. W 1998 rozpoczął pracę naukową na uniwersytecie Maria Santissima Assunta w Rzymie.
5 października 1998 został mianowany przez Jana Pawła II kanclerzem Papieskiej Akademii Nauk. 23 lutego 2001 został podniesiony do godności biskupa tytularnego Forum Novum. Sakry biskupiej 19 marca 2001 udzielił mu w Rzymie sam papież.